# Полихрониаде, Элизабета
Элизабета Полихрониаде (рум. Elisabeta Polihroniade; при рождении Ионеску (рум. Ionescu); 24 апреля 1935, Бухарест — 23 января 2016) — румынская шахматистка, гроссмейстер среди женщин (1982), международный судья, шахматный литератор. Преподаватель философии.
С шахматами познакомилась в 9 лет. В чемпионатах Румынии дебютировала в 1955. 7-кратная чемпионка страны (1966, 1970—1972, 1975—1977), Участница около 100 крупных международных соревнований (1955—87); лучшие результаты: Пётркув-Трыбунальски (1967) — 4-е; Брашов (1967) — 1—2-е; Будапешт и Эммен (1968) — 1-е; Варна (1969) — 1—2-е; Милеравац (1970) и Оксфорд (1971) — 1-е; Врнячка-Баня (1971) — 1—3-е; Хиерес (?) (1980 и 1982) — 1—2-е и 1-е; Смедеревска-Паланка (1981) — 1-е; Камагуэй (1987) — 2-е; Биль (1987) — 2—3-е места. Межзональные турниры: Охрид (1971) — 7—8-е; Менорка (1973) — 10—11-е; Рио-де-Жанейро (1979) — 4—5-е места. Участница Всемирных олимпиад (1966—1974, 1978—1988; 6-кратный призёр в командном зачёте — четыре серебряных медали, две бронзовых). Чемпионат мира по переписке (1972—1977) — 4-е место. Автор ряда шахматных книг.
Скончалась 23 января 2016 года в Бухаресте.

## Изменения рейтинга
| Графики недоступны из-за технических проблем. См. информацию на Фабрикаторе и на mediawiki.org. |

## Награды
- Кавалер национального ордена «За заслуги» (2016 год, посмертно, Румыния)[4].
- Медаль «За верную службу» III степени (2000 год, Румыния)[5].